# Marktstraße 10 (Quedlinburg)

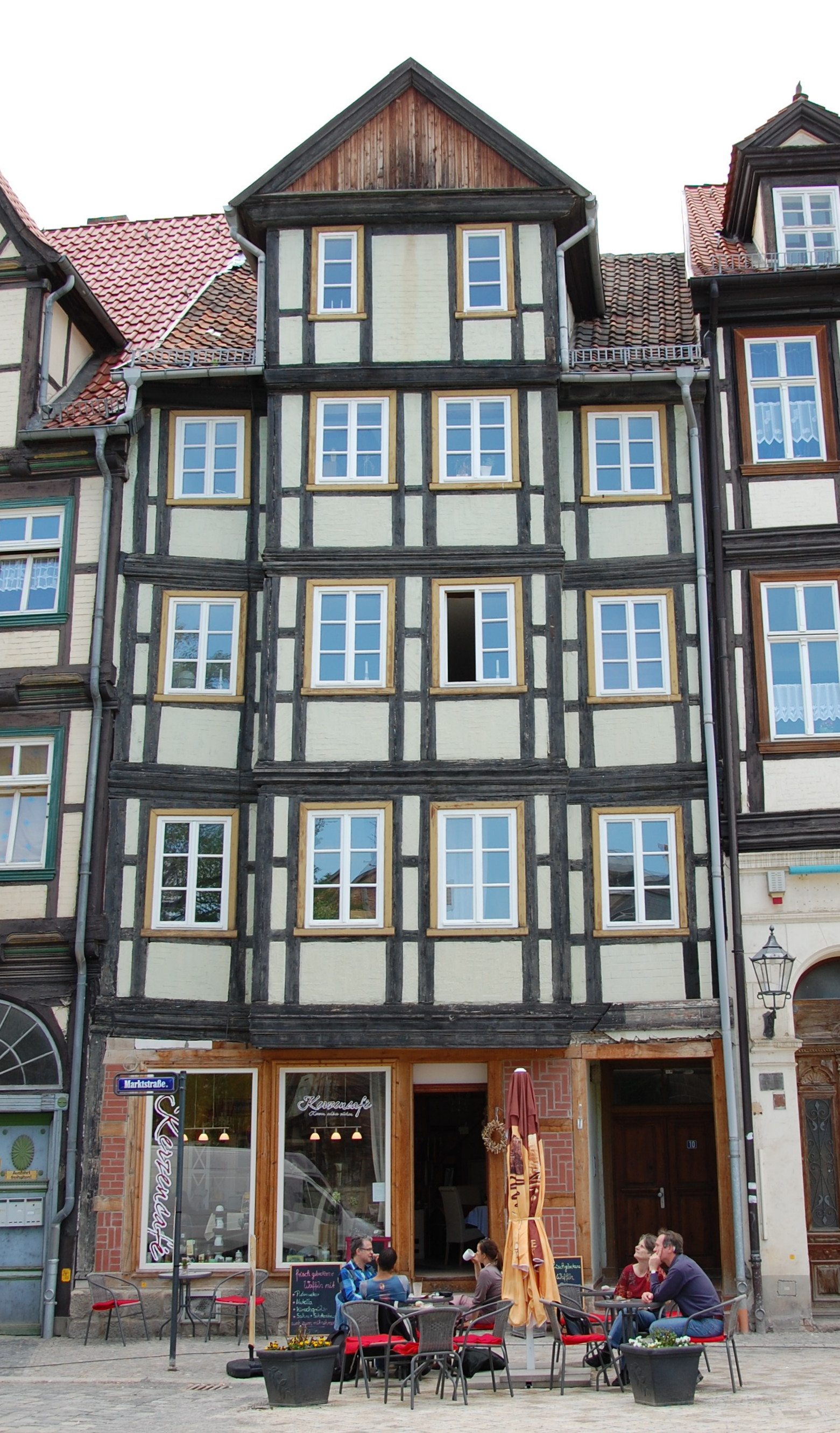
Haus Marktstraße 10

Das Haus Marktstraße 10 ist ein denkmalgeschütztes Gebäude in der Stadt Quedlinburg in Sachsen-Anhalt. 

## Lage
Es befindet sich in der historischen Quedlinburger Altstadt nördlich des Marktplatzes der Stadt. Es gehört zum UNESCO-Weltkulturerbe und ist im Quedlinburger Denkmalverzeichnis als Wohn- und Geschäftshaus eingetragen. Südlich grenzt das gleichfalls denkmalgeschützte Haus Marktstraße 9, nördlich das Haus Marktstraße 11 an.

## Architektur und Geschichte
Das hohe viergeschossige Fachwerkhaus entstand in der Zeit um 1780 im Stil des Frühklassizismus. Den drei Obergeschossen ist ein mittig angeordneter Kastenerker vorgelagert. Oberhalb des Erkers befindet sich ein Zwerchhaus. Ursprünglich verfügte das Zwerchhaus über eine Ladeluke. Das Erdgeschoss wurde in späterer Zeit in massiver Bauweise erneuert.